# Maniola nigrianira
Maniola nigrianira är en fjärilsart som beskrevs av William Forsyth och Johnstone 1941. Maniola nigrianira ingår i släktet Maniola och familjen praktfjärilar. Inga underarter finns listade i Catalogue of Life.